# گنکی اوماه
گنکی اوماه (انگلیسی: Genki Omae؛ زادهٔ ۱۰ دسامبر ۱۹۸۹) بازیکن فوتبال اهل ژاپن است.
از باشگاه‌هایی که در آن بازی کرده‌است می‌توان به باشگاه فوتبال شیمیزو اس-پالس و باشگاه فوتبال فورتونا دوسلدورف اشاره کرد.